# Noorderkerk

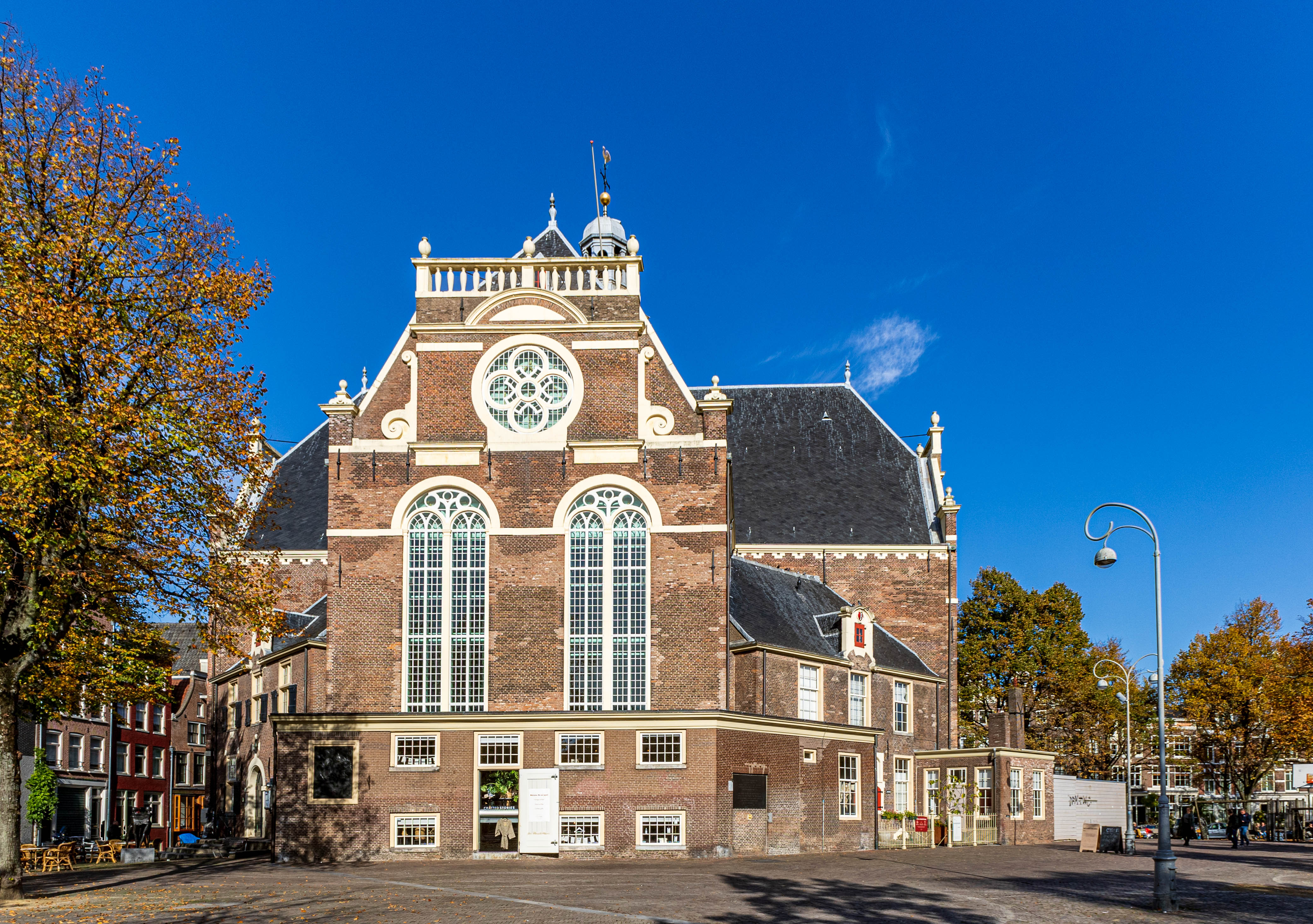
A Noorderkerk em Amesterdão

A Noorderkerk (holandês para "igreja do norte") é uma igreja protestante do século XVII em Amesterdão, Holanda. A Noorderkerk está localizada ao longo do canal Prinsengracht, na praça Noordermarkt. A igreja é utilizada para os serviços da Igreja Reformada Holandesa e é também utilizada regularmente para concertos de música clássica.
O arquiteto foi Hendrick de Keyser, que também projetou a Zuiderkerk e a Westerkerk, entre outras. Após a morte de De Keyser em 1621, o seu filho Pieter de Keyser assumiu o controlo e supervisionou a conclusão.
Enquanto a Zuiderkerk e a Westerkerk têm um design de basílica mais tradicional, a Noorderkerk tem um layout simétrico em forma de cruz, refletindo os ideais do Renascimento e do protestantismo. O design exclusivo de De Keyser combina uma planta octogonal com uma estrutura em forma de cruz de Santo André, com quatro braços de igual comprimento. Edifícios anexos ocupam cada canto da cruz, e uma pequena torre está no centro da cruz. Grandes pilares toscanos dominam o interior da igreja.
Várias outras cidades na Holanda também têm uma igreja Noorderkerk, incluindo Haia, Hoorn e Kampen.

## História
A igreja foi construída nos anos de 1620 a 1623 para servir a população em rápido crescimento do novo bairro Jordaan. O Jordaan já tinha uma igreja, a Westerkerk, mas o governo da cidade decidiu que deveria ser construída uma segunda igreja para servir a parte norte do bairro. A Noorderkerk tornou-se a igreja para as pessoas comuns, enquanto a Westerkerk foi utilizada principalmente pelas classes média e alta.
A igreja foi restaurada no período de 1993 a 1998. A pequena torre foi restaurada em 2003-2004 e o órgão, construído em 1849 por H. Knipscheer, foi restaurado em 2005.  A torre sineira foi construída em 1621 por J. Meurs. 
Em 1941, os organizadores da Greve de Fevereiro realizaram reuniões públicas ilícitas no Noordermarkt, a praça em redor da igreja. Isto é celebrado por uma placa na face sul da igreja.
A igreja ganhou o estatuto de rijksmonument (monumento nacional) em 1970.